# Филиппов, Валерий Николаевич (1939)
Вале́рий Никола́евич Фили́ппов (27 января 1939 — 26 апреля 2019) — советский и российский художник. Народный художник России (2007).

## Биография
Родился 27 января 1939 года в Москве.
В 1965 году окончил художественный факультет ВГИКа, учился в мастерской И. А. Шпинеля.
С 1967 года — художник-постановщик киностудии «Мосфильм», участвовал в постановке многих художественных фильмов, в частности, «Пустыня» (1967 — первая постановка, совместно с В. Шестаковым), «Высокое звание» (1973), «Юлия Вревская» (1977), «Суета сует» (1979), «Коней на переправе не меняют» (1980), «Земля Санникова» (1973), «На Верхней Масловке » (2004), а также телевизионных фильмов творческого объединения «Экран» — «Сохранившие огонь», «Однокашники», «Принцесса цирка», «Адъютант его превосходительства».
Как художник принимал участие в выставках Ассоциации художников кино, театра, телевидения (1992, 1996, ЦДК), Гильдии художников театра и кино (1997, ЦДК), Всероссийской художественной выставка «Россия» (1999, ЦВЗ «Манеж») и других.
В 1989 году получил Государственную премию СССР (фильм «Холодное лето пятьдесят третьего…»).
Скончался 26 апреля 2019 года на 81 году жизни. Похоронен на Троекуровском кладбище.

## Награды и звания
- Государственная премия СССР (1989)
- Почётное звание «Заслуженный художник Российской Федерации» (2000) — за заслуги в области искусства[3]
- Почётное звание «Народный художник Российской Федерации» (2007) — за большие заслуги в области изобразительного искусства[4].